# Menorràgia
La menorràgia o hipermenorrea és un període menstrual anormalment intens i prolongat, a intervals regulars. Les causes poden ser trastorn de la coagulació sanguínia, alteració de la regulació hormonal normal dels períodes o els trastorns de l'endometri (el revestiment intern de l'úter). Depenent de la causa, pot estar associada amb períodes anormalment dolorosos (dismenorrea).

## Causes
En més de la meitat dels casos, no hi ha cap anomalia ginecològica en la pacient. Així doncs, les causes poden ser orgàniques o bé funcionals:
- Causes orgàniques més freqüents:
- Fibromes de l'úter,
- Pòlips de l'úter,
- Endometriosi interna (també anomenada adenomiosi).

- Causes funcionals més freqüents:
- Desequilibri hormonal en adolescents, o en dones en el període premenopàusic,

- ingesta incorrecta d'hormones (especialment estrògens),

- anomalies de l'hemostàsia.

## Tractament
El tractament depèn de la causa subjacent identificada i varia entre medicació, radiació i cirurgia. Els períodes intensos a la menarquia i la menopausa poden succeir espontàniament.
Si el cas és més greu, un tractament més agressiu consiteix en realitzar una embolització dels miomes o bé una histerectomia (extirpació de l'úter). Els riscos del procediment s'han reduït amb mesures per minimitzar el risc de trombosi durant el període postoperatori.